# Heinrich Ludolf Spancken

Heinrich Ludolf Spancken

Vinzenz Spancken (* 15. Juli 1682 in Neuenbeken als Heinrich Ludolf; † 8. Juli 1736) war Priester und von 1730 bis zu seinem Tode 50. Abt des Klosters Hardehausen.

## Leben
Nach dem Studium in Paderborn wurde Spancken in der Zisterzienserabtei Hardehausen 1702 Mönch und 1707 zum Priester ernannt. Nach dreizehn Jahren als Subprior und zwei Jahren als Prior wurde Spancken nach dem Tod seines Vorgängers Laurentius Kremper am 15. Juli 1730 zum Abt gewählt.
Spancken setzte die Aufbauarbeit seines Vorgängers am Kloster fort, ließ unter anderem den Abtsgarten anlegen und den barocken Hardehauser Hof in Paderborn bauen. Ein Chronogramm über der Pforte gibt das Baujahr 1734 an: „CVrIa HarDehVsana eXeMta sVb Abbate VInCentIo posIta“ – Übersetzung: Vorgelagerte Kurie des Klosters Hardehausen, erbaut unter Abt Vincenz.
Am 5. April 1734 schloss Spancken mit dem Paderborner Abdinghofkloster und der Abtei Marienmünster eine Gebetsverbrüderung (societas fraternitatis). Ein Jahr später, am 24. April 1735, assistierte er Weihbischof Meinwerk Kaup bei der Benediktion des Abtes Josef Zurmühlen in Marienmünster.
Vinzenz Spancken starb 53-jährig am 8. Juli 1736 an den Folgen eines Schlaganfalls.